# 霞村 (東京都)
霞村（かすみむら）は東京都の西部、西多摩郡に属していた村。

## 地理
現在の青梅市の東部に位置する。
- 河川：霞川

## 歴史
村名の由来は、霞川によるとも、また霞下・霞ヶ関などの小字が多いことから名づけたともいう。

### 村域の変遷
- 1889年（明治22年）4月1日 - 町村制施行により、大門村、野上村、吹上村、塩船村、谷野村、木野下村、今寺村、根ヶ布村、師岡村、新町村、今井村、藤橋村が合併し神奈川県西多摩郡霞村が成立する。
- 1893年（明治26年）4月1日 - 西多摩郡が南多摩郡、北多摩郡とともに東京府へ編入する。
- 1943年（昭和18年）7月1日 - 東京都制施行。
- 1951年（昭和26年）4月1日 - 青梅町、調布村との合併により青梅市が発足。霞村は消滅。

変遷表
| 1868年 以前 | 1868年 以前 | 明治7年 | 明治22年 4月1日 | 昭和26年 4月1日 | 現在   |
| ----------- | ----------- | ------- | --------------- | --------------- | ------ |
|             | 今井村      | 今井村  | 霞村            | 青梅市          | 青梅市 |
|             | 藤橋村      |         | 霞村            | 青梅市          | 青梅市 |
|             | 新町村      |         | 霞村            | 青梅市          | 青梅市 |
|             | 木野下村    |         | 霞村            | 青梅市          | 青梅市 |
|             | 今寺村      |         | 霞村            | 青梅市          | 青梅市 |
|             | 谷野村      |         | 霞村            | 青梅市          | 青梅市 |
|             | 大門村      |         | 霞村            | 青梅市          | 青梅市 |
|             | 塩船村      |         | 霞村            | 青梅市          | 青梅市 |
|             | 吹上村      |         | 霞村            | 青梅市          | 青梅市 |
|             | 野上村      |         | 霞村            | 青梅市          | 青梅市 |
|             | 上師岡村    | 師岡村  | 霞村            | 青梅市          | 青梅市 |
|             | 下師岡村    | 師岡村  | 霞村            | 青梅市          | 青梅市 |
|             | 根ヶ布村    |         | 霞村            | 青梅市          | 青梅市 |

## 大字
- 今井（いまい）
  - ※今井村時代からの旧大字(昭和48年完全廃止)としては以下の地名があり、現在も自治会等の区分として使われている[2][3]。
  - 天神平・山根・城ノ腰・椎木沢・三郡坂・倭林・痩畝・七国峠・柳田 - 今井一丁目
  - 原今井・堀の内・七日市場・馬場崎 - 今井二丁目
  - 水窪 - 今井三丁目
  - 物見塚 - 今井三・五丁目
  - 上の台・焼塚 - 今井四丁目
  - 大久保 - 今井四・五丁目
  - 大達久保・はけ下・樽ノ口 - 今井五丁目
- 藤橋（ふじはし）
- 新町（しんまち）
- 木野下（きのした）
- 今寺（いまでら）
- 谷野（やの）
- 大門（だいもん）
- 塩船（しおぶね）
- 吹上（ふきあげ）
- 野上（のがみ）
- 師岡（もろおか）
- 根ヶ布（ねかぶ）

## 行政
歴代村長
- 福岡吾平 1889年6月 - 1892年7月[4]
- 山崎孫七 1892年8月 - 1893年7月[4]
- 安藤常造 1893年9月 - 1895年5月[4]
- 内田春太郎 1895年7月 - 1899年7月[5]
- 野崎伴蔵 1899年8月 - 1903年8月[5]
- 福岡禎三 1903年9月 - 1907年9月[5]
- 野崎伴蔵 1907年10月 - 1915年10月[5]
- 石井邦太郎 1915年10月 - 1919年10月[5]
- 吉永米吉 1919年10月 - 1922年11月[5]
- 笹本長十郎 1922年11月 - 1944年6月[5]
- 五十嵐與作 1944年7月 - 1946年11月[5]
- 橋本守三 1947年4月 - 1951年3月[5]

歴代助役
- 吉沢与八 1889年6月 - 1893年7月[4]
- 秋葉貞次郎 1893年4月 - 1897年4月[4]
- 川鍋丈助 1897年6月 - 1921年8月[4]
- 関塚金太郎 1921年11月 - 1925年11月[5]
- 百瀬真澄 1925年12月 - 1926年8月[5]
- 野崎彦太郎 1926年8月 - 1930年8月[5]
- 吉永太一 1926年7月 - 1947年4月[5]
- 五十嵐與作 1943年4月 - 1944年7月[5]
- 吉沢賢吾 1947年6月 - 1951年3月[5]

## 経済

### 産業
農業
『大日本篤農家名鑑』によれば、霞村の篤農家は「福岡禎三、宮川豊作、下田庄吉、山下半次郎、濱中八百太郎、野村伴蔵」などがいた。

## 人口・世帯

### 人口
総数 [単位： 人]
| 1913年（大正2年）  | 6,622  |
| 1920年（大正9年）  | 6,261  |
| 1925年（大正14年） | 6,578  |
| 1930年（昭和5年）  | 6,812  |
| 1935年（昭和10年） | 7,035  |
| 1940年（昭和15年） | 7,294  |
| 1947年（昭和22年） | 9,862  |
| 1950年（昭和25年） | 10,403 |

### 世帯
総数 [単位： 世帯]
| 1913年（大正2年）  | 900   |
| 1920年（大正9年）  | 1,117 |
| 1925年（大正14年） | 1,182 |
| 1930年（昭和5年）  | 1,214 |
| 1935年（昭和10年） | 1,268 |
| 1940年（昭和15年） | 1,320 |